# Aleksandra Wasilewska-Tietz
Aleksandra Hanna Wasilewska-Tietz (ur. 18 lipca 1953 w Łodzi) – polska działaczka gospodarcza i urzędniczka państwowa, z wykształcenia inżynier chemik, w latach 2005–2006 podsekretarz stanu w Urzędzie Komitetu Integracji Europejskiej.

## Życiorys
W 1978 ukończyła studia z inżynierii chemicznej na Politechnice Łódzkiej. Została absolwentką podyplomowych studiów ze strategicznego zarządzania firmą we Francji. Od 29 marca 2005 do 31 stycznia 2006 była narodowym koordynatorem pomocy i podsekretarzem stanu w Urzędzie Komitetu Integracji Europejskiej. Od 2008 do 2012 koordynowała regionalne struktury administracji i logistyki w PZU. Później została dyrektorem biura Polsko-Tureckiej Izby Gospodarczej i rozpoczęła prowadzenie przedsiębiorstwa z branży doradztwa ekonomicznego i zarządzania nieruchomościami. W 2010 bezskutecznie kandydowała do rady dzielnicy Wilanów z ramienia KWW „Warszawska Wspólnota Samorządowa”.